# Брусяновка
Брусяновка — деревня в Киреевском районе Тульской области России.
В рамках административно-территориального устройства входит в Богучаровский сельский округ Киреевского района, в рамках организации местного самоуправления включается в сельское поселение Богучаровское.

## География
Расположена у южной границы города Киреевска. 

## Население
| 2002 | 2010 |
| ---- | ---- |
| 190  | ↘144 |